# Janvier Hadi
Pour les articles homonymes, voir Hadi.
Janvier Hadi, né le 15 janvier 1991 à Kigali, est un coureur cycliste rwandais.

## Palmarès sur route
- 2013
  - Prologue du Tour du Rwanda
  -  Médaillé de bronze au championnat d'Afrique sur route espoirs
  - 5e du championnat d'Afrique sur route
  - 10e du championnat d'Afrique du contre-la-montre
- 2014
  - Prologue du Tour du Rwanda
  - 2e du championnat du Rwanda sur route
  - 3e du Tour de la République démocratique du Congo
- 2015
  -  Médaillé d'or de la course en ligne aux Jeux africains
  - Grand Prix d'Oran
  - 4e étape du Tour international d'Annaba[n 2]
  - Race to Remember
  - Race for Culture
  - 2e du Tour de Côte d'Ivoire
  -  Médaillé de bronze du contre-la-montre par équipes aux Jeux africains
- 2018
  - 1re étape du Tour de la République démocratique du Congo
  - 2e du Tour de la République démocratique du Congo

## Classements mondiaux
| Année           | 2013 | 2014 | 2015 | 2016 | 2017 | 2018 |
| --------------- | ---- | ---- | ---- | ---- | ---- | ---- |
| UCI Africa Tour | 98e  | 16e  | 9e   | 178e |      | 76e  |